# Henri Ier de Gueldre
Henri Ier de Gueldre, né probablement en 1117 et mort le 10 septembre 1182, est comte de Gueldre de 1131 à 1182 et de Zutphen (Henri III) de 1138 à 1182. 
Il est le fils de Gérard II, comte de Gueldre, et d'Ermengarde, comtesse de Zutphen.
Henri succéda à son père en 1131/1133 en tant que comte de Gueldre et Wassenberg et, en 1138, il hérita du comté de Zutphen de sa mère.
Il favorise les défrichements dans la région proche d'Utrecht. 
Henri avait de bonnes relations avec l'archidiocèse de Cologne et avec l'empereur Frédéric Ier Barberousse. En conséquence, il a réussi à étendre sa position dans toute la région de la Frise à la Meuse avec un certain nombre de possessions fragmentées. Il était donc en conflit avec les évêques d'Utrecht, de Liège, de Münster et de Paderborn, et avec l'abbé de Corvey.
Pour contrer la pression de ces adversaires et du comte de Hollande, il s'allie avec les habitants de la ville d'Utrecht, mais cela lui cause une mésentente avec l'évêque d'Utrecht.
À sa mort en 1182, son fils Otton Ier lui succède et il est inhumé à l'abbaye cistercienne de Kamp.

## Mariages et enfants
Il épouse vers 1135 Agnès d'Arnstein († 1171), fille du comte d'Arnstein, Louis III d'Arnstein, qui lui donne :
- Gérard († 1181), comte de Boulogne par mariage ;
- Otton Ier († 1207), comte de Gueldre et de Zutphen ;
- Agnès, mariée vers 1168 à Henri (1113 † 1196), comte de Namur et de Luxembourg ;
- Adélaïde, mariée avant 1179 à Gérard II († 1191), comte de Looz ;
- Marguerite, mariée à Engelbert Ier († 1189), comte de Berg.

## Sources
- (de) Cet article est partiellement ou en totalité issu de l’article de Wikipédia en allemand intitulé « Heinrich I. (Geldern) » (voir la liste des auteurs).

- (nl) Cet article est partiellement ou en totalité issu de l’article de Wikipédia en néerlandais intitulé « Hendrik I van Gelre » (voir la liste des auteurs).
- Généalogie des comtes de Gueldre.